# Histioteuthis atlantica
Espèce
Statut de conservation UICN

 LC  : Préoccupation mineure
Histioteuthis atlantica est une espèce de calmars de la famille des Histioteuthidae.

## Habitat et répartition
Histioteuthis atlantica vit dans les eaux de la région subantarctique, autour de la Nouvelle-Zélande, au sud-est de l'Australie et dans le sud de l'océan Atlantique et de l'Océan indien.

## Classification
Histioteuthis atlantica est une espèce de céphalopodes de l'ordre des Teuthida et de la famille des Histioteuthidae.
L'espèce est décrite en 1885 par le malacologiste William Evans Hoyle sous le protonyme Histiopsis atlantica,.
Histioteuthis atlantica a pour synonymes :
- Histiopsis atlantica Hoyle, 1885
- Histioteuthis cookiana Dell (en), 1951

### Étymologie
Son épithète spécifique, atlantica, fait référence à l'océan Atlantique où l'holotype a été découvert par environ 3 700 m de profondeur à la station 333 (archipel Tristan da Cunha. 

### Publication originale
- (en) William E. Hoyle, « Diagnoses of new species of Cephalopoda collected during the Cruise of H.M.S. ‘Challenger.’ - Part II. The Decapoda », Annals and Magazine of Natural History, Londres, Taylor & Francis, vol. 16, no 93,‎ septembre 1885, p. 181–203 (ISSN 0374-5481, OCLC 1481361, DOI 10.1080/00222938509459868, lire en ligne).